# Маива (язык, Индонезия)
Маива (индон. Bahasa Maiwa, также масенремпулу) — один из австронезийских языков, распространён на острове Сулавеси — в округах Энреканг и Сиденренг-Раппанг в провинции Южный Сулавеси (Индонезия).
По данным Ethnologue, количество носителей данного языка составляло 50 тыс. чел. в 1990 году.
Ближайшие родственные языки — малимпунг и энреканг (степень взаимопонятности — 80% и 70% соответственно).